# Kimberly Drewniok
Kimberly Drewniok (11 de agosto de 1997 en Balve) es una jugadora profesional de voleibol alemana, juega de posición opuesto.

## Palmarés

### Clubes
Supercopa de Alemania
- 2018, 2019

Copa de Alemani
- 2019[2]

Campeonato de Alemania
- 2019

## Premios individuales
- 2018: MVP Supercopa de Alemania